# Kněževes (district de Rakovník)
Pour les articles homonymes, voir Kněževes.
Kněževes (en allemand : Herrndorf) est un bourg (městys) du district de Rakovník, dans la région de Bohême-Centrale, en République tchèque. Sa population s'élevait à 1 051 habitants en 2020.

## Géographie
Kněževes se trouve à 9 km au nord-ouest de Rakovník et à 58 km à l'ouest-nord-ouest de Prague.
La commune est limitée par Hořesedly et Svojetín au nord, par Chrášťany et Olešná à l'est, par Senomaty et Přílepy au sud, et par Kolešovice à l'ouest.

## Histoire
La première mention écrite de la localité, sous le nom de Herrndorf, date de 1327 quand le village et son église sont placés sous le patronage des chanoines prémontrés. Entre 1422 et 1454, à la suite des guerres hussites, il passe sous la tutelle du château de Křivoklat. En 1731, Johann Joseph, comte de Waldstein, lègue l'ensemble du domaine à sa fille unique Maria Anna von und zu Fürstenberg. L'école est fondée en 1835. En 1843, le village compte 122 maisons et 981 habitants. Des mines de charbon sont exploitées aux environs, ce qui lui vaut d'être relié au chemin de fer de Buštěhrad puis, en 1883, à la ligne locale de Krupá (banlieue de Prague) à Kolešovice. En 1897, il reçoit le statut de Städtchen (bourg). En 1929, la famille de Fürstenberg vend le domaine à l'État tchécoslovaque. En 1932, il compte 1 732 habitants. À la suite des accords de Munich de 1938, le village devient, jusqu'en 1945, un poste frontière entre le protectorat de Bohême-Moravie et les Sudètes annexées par le Troisième Reich. Dans les années 1950, sous la République socialiste tchécoslovaque, Kněževes redevient un village et connaît la collectivisation. En 2007, la voie ferrée est rattachée au musée du chemin de fer de Lužná (district de Rakovník). Depuis le 23 octobre 2007, la commune a le statut de městys (bourg).

Galerie
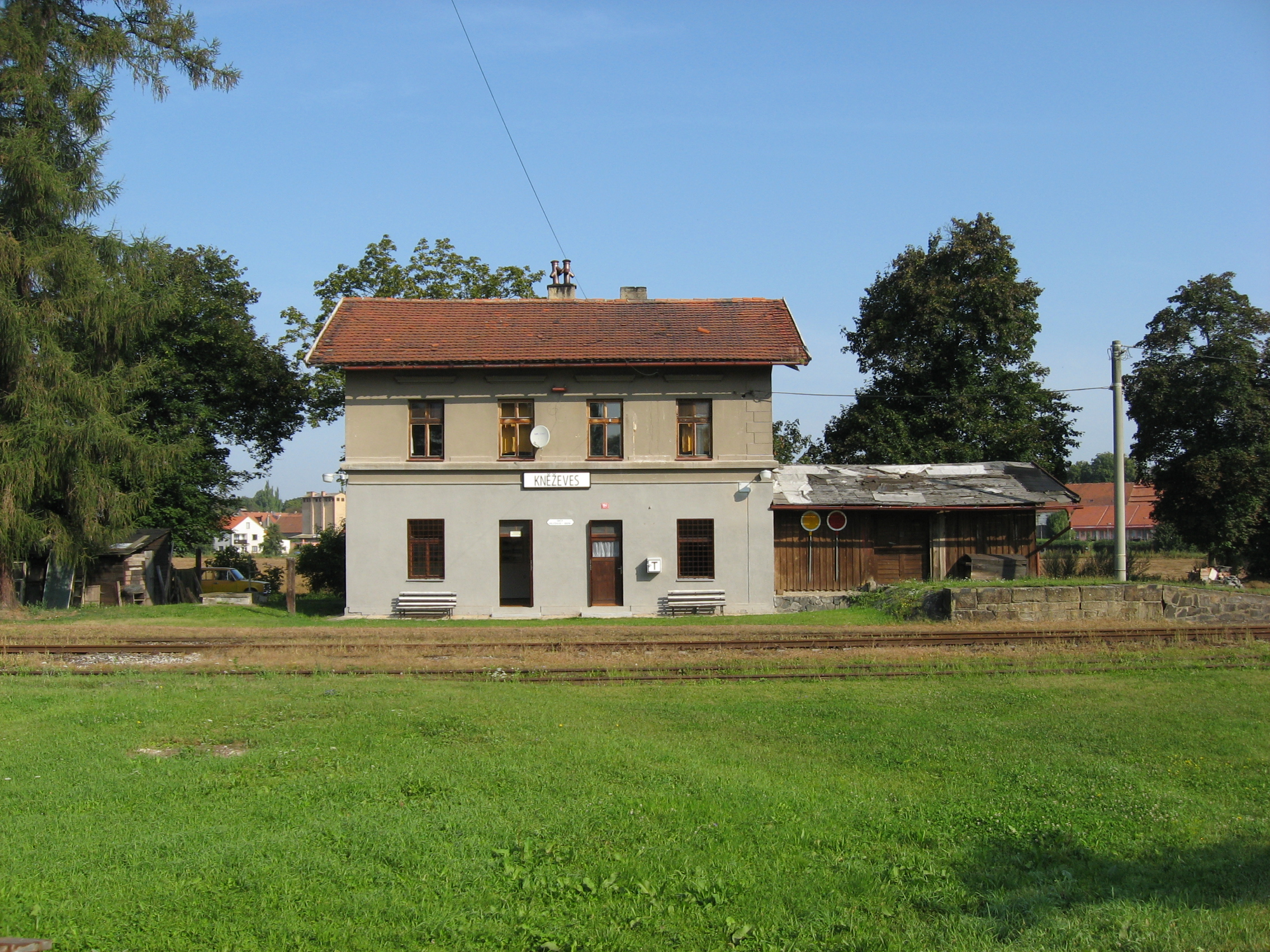
La gare
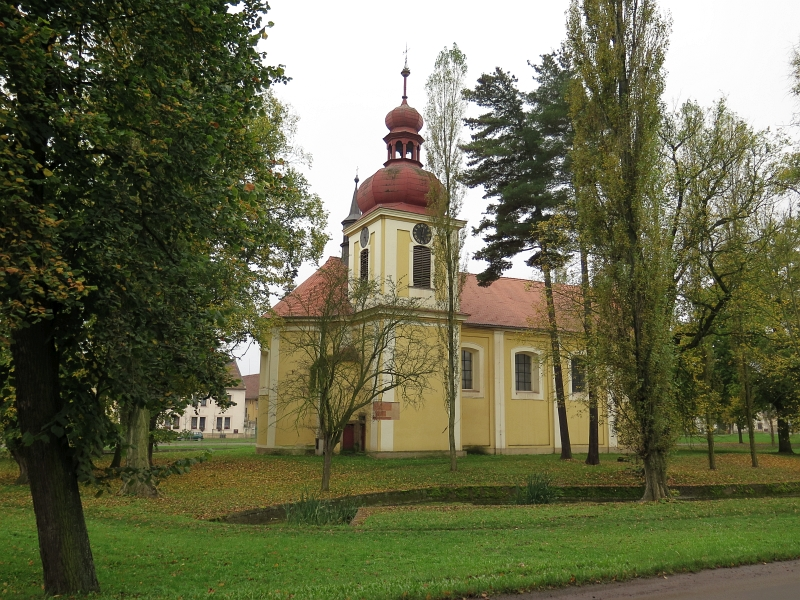
Église Saint-Jacques